# Ботанічний сад університету Осло
Ботанічний сад університету Осло (нюн. Botanisk hage i Oslo) — ботанічний сад у Осло, столиці Норвегії. Розташований в районі Тьойен у східної частині Осло. Університетський ботанічний сад є найстарішим ботанічним садом Норвегії. Він був створений у 1814 році і знаходиться у веденні університету Осло і є частиною Музею природної історії університету.
Ботанічний сад є членом Міжнародної ради ботанічних садів з охорони рослин (BGCI). Його міжнародний ідентифікаційний код O.

## Графік роботи
Ботанічний сад:
7.00 — 21.00 щоденно.
Оранжерея:
З 15 березня по 30 вересня:
10:00 — 20:00.
З 1 жовтня по 14 березня:
10:00 — 17:00.

## Історія
Маєток Тьойен спочатку належав Ноннестерському абатству. Канцлер Норвегії Йенс Бьєлк придбав маєток у 1620 році. Король Данії Фредерік VI пізніше придбав маєток, а у 1812 році подарував маєток університету Христіанії. Роботи у університетському ботанічному саду почалися у 1814 році.
Першим садівником ботанічного саду став Йохан Сібк, який зробив великий внесок у проектування і будівництво ботанічного саду і керував садом протягом 40 років. Спочатку сад мав площу 7,5 га, зараз його площа у два рази більша.

## Галерея

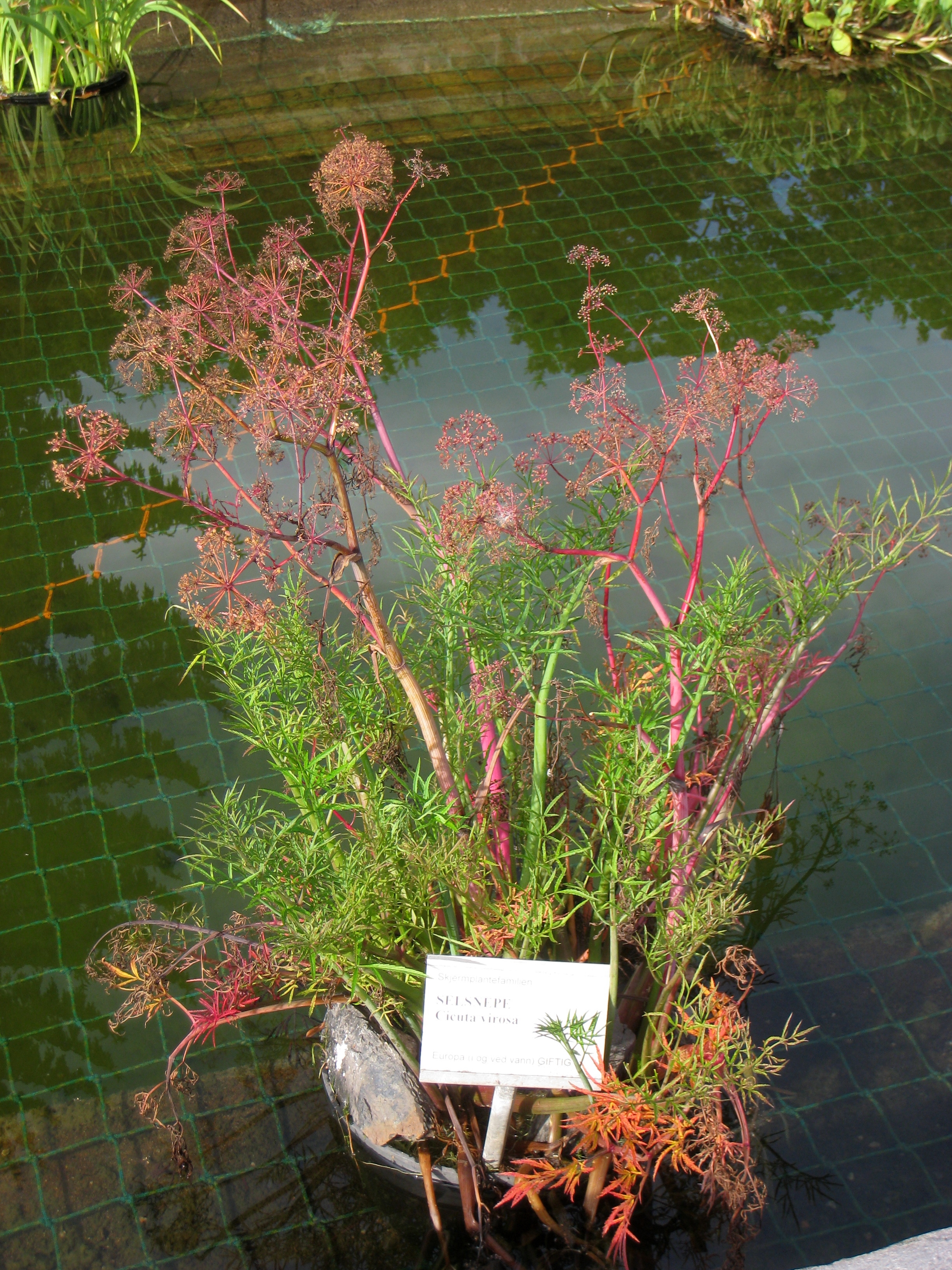
Цикута отруйна
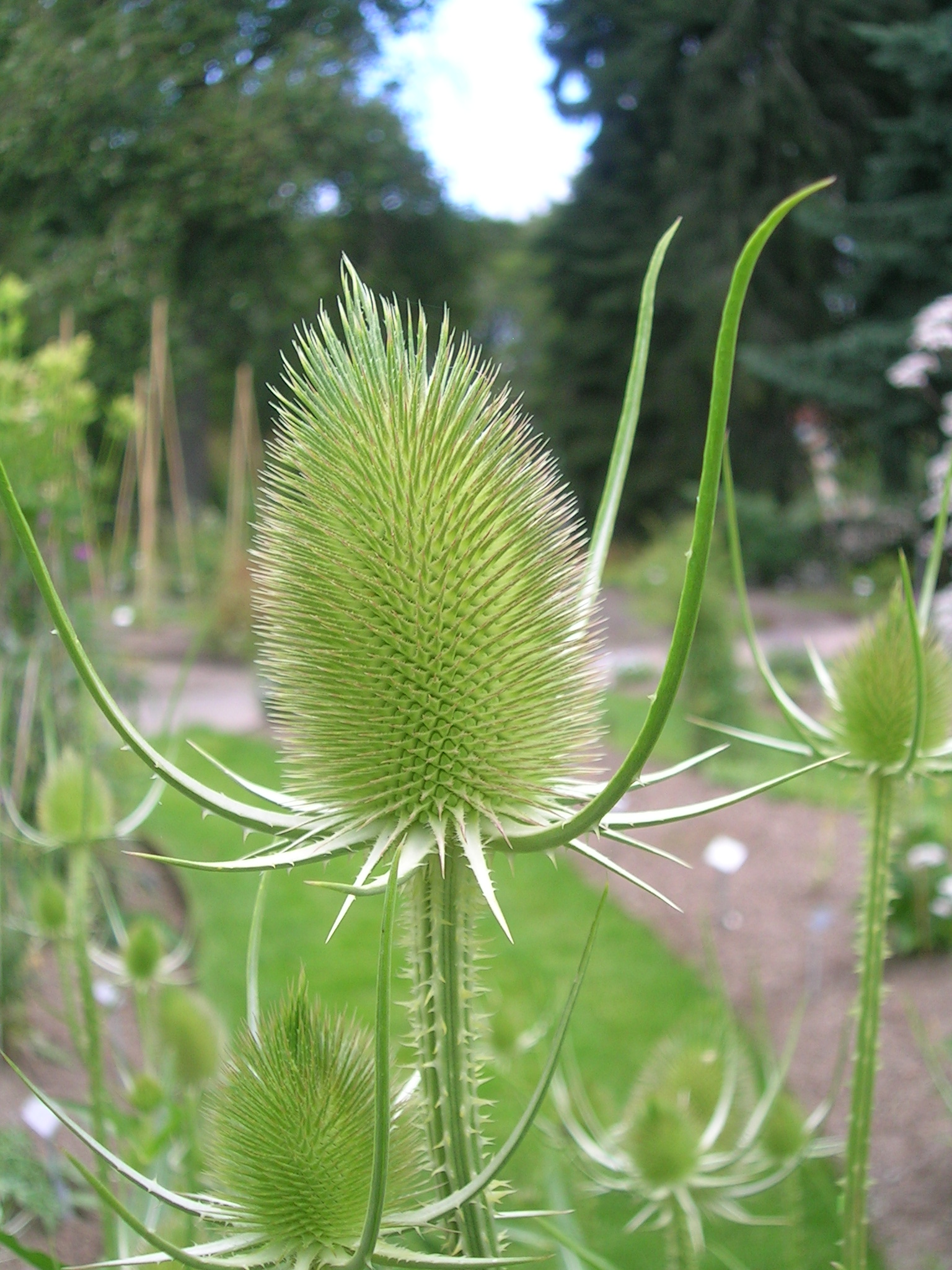
Dipsacus fullonum
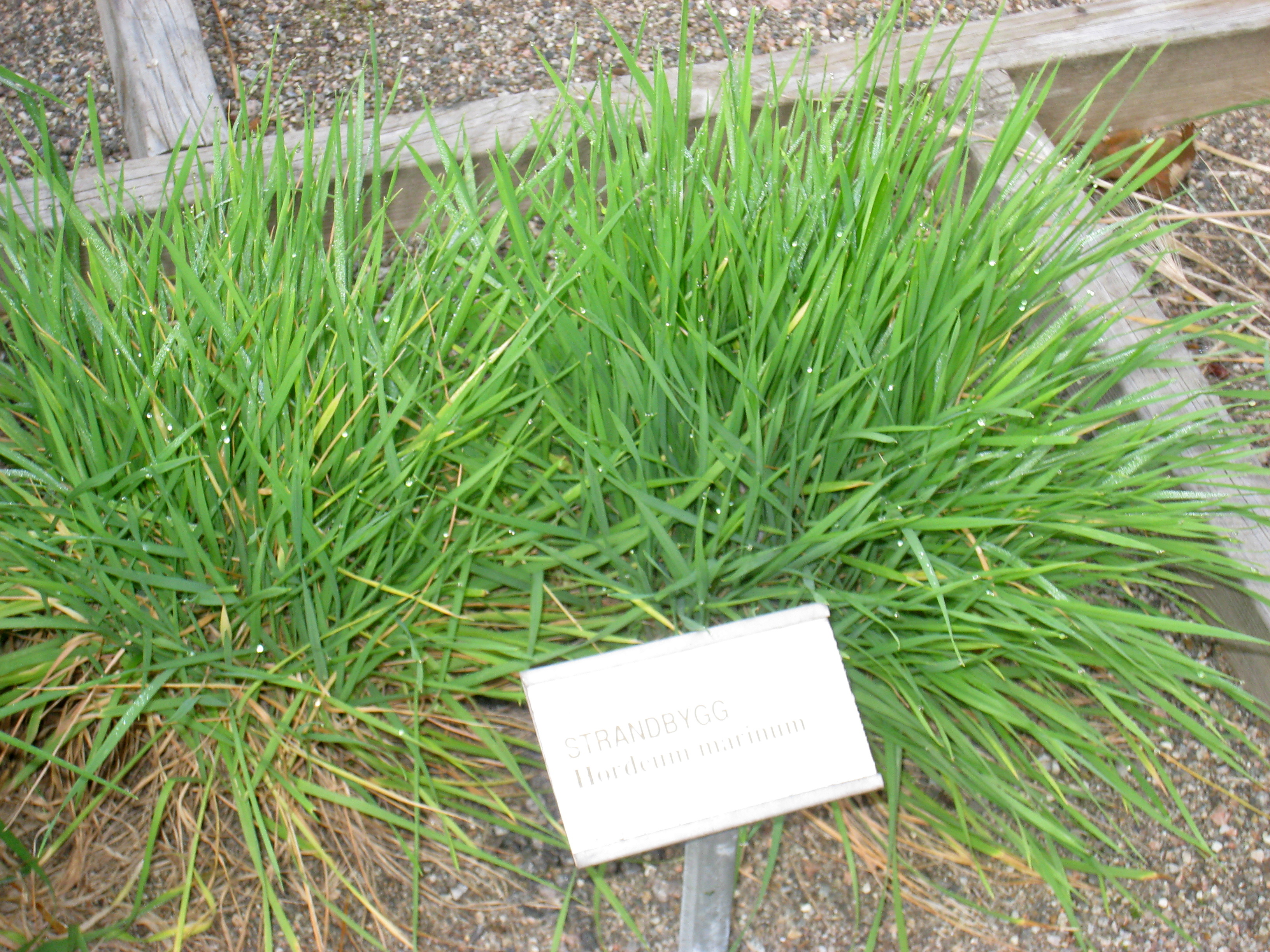
Hordeum marinum
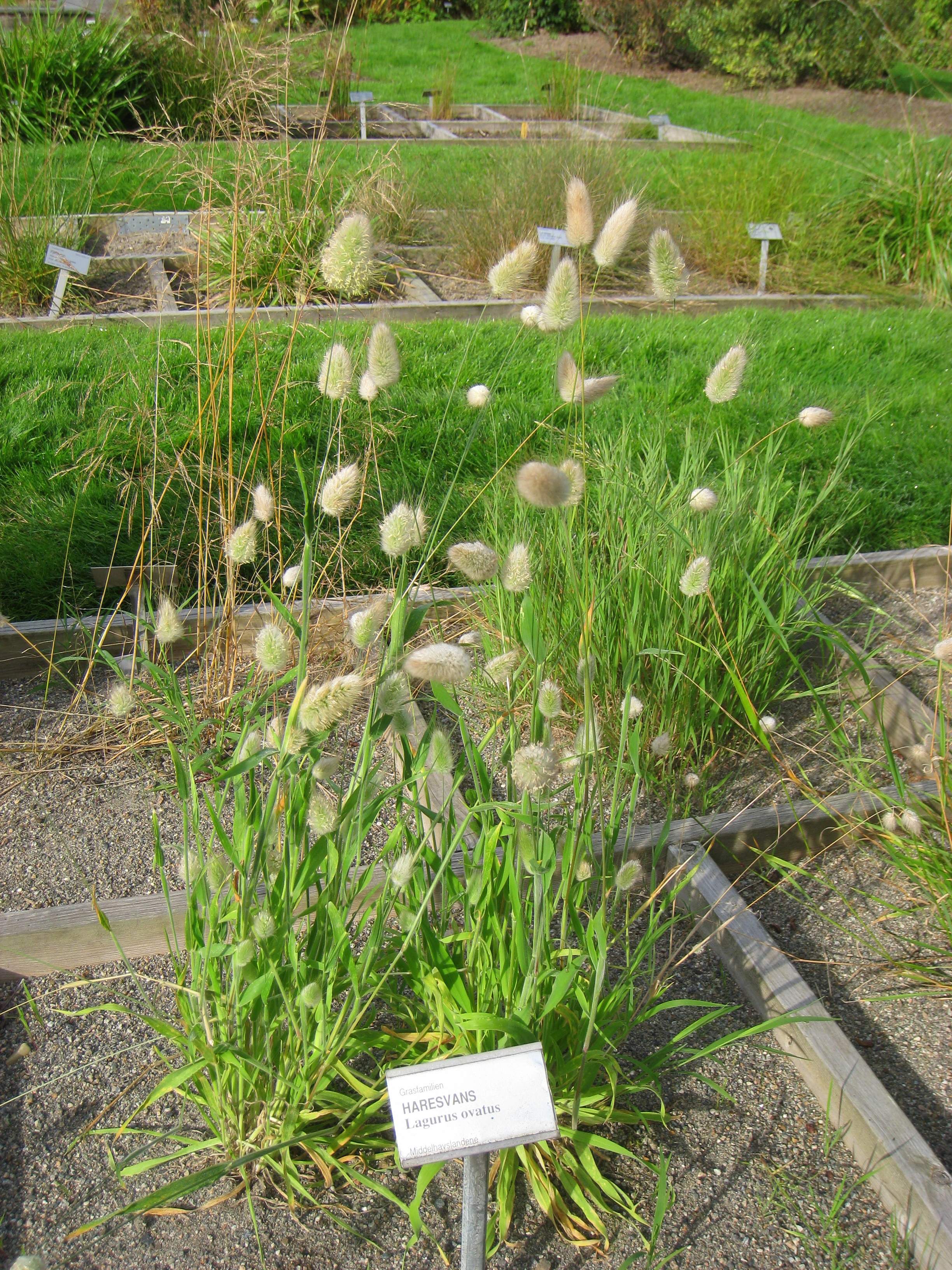
Lagurus ovatus
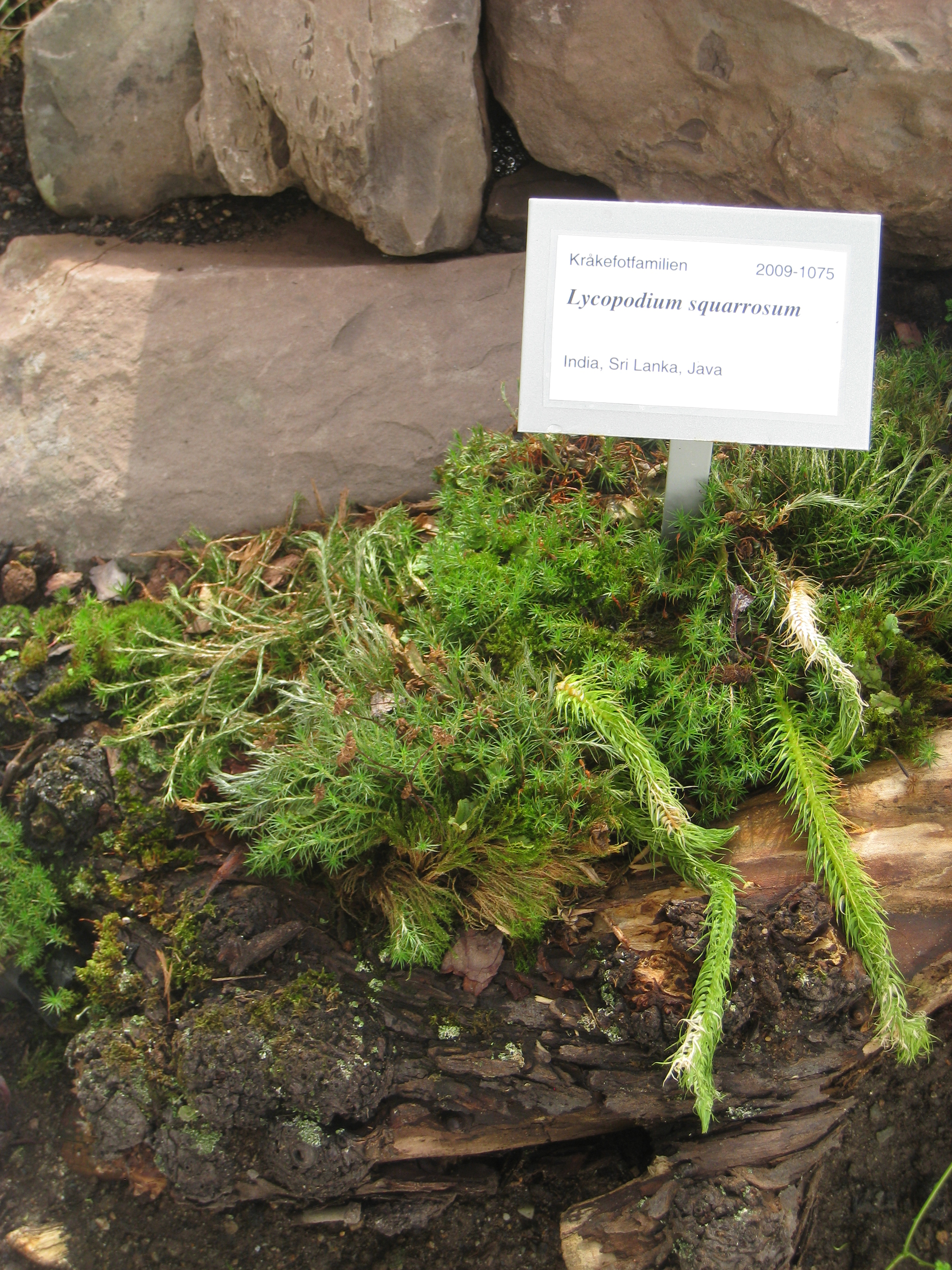
Lycopodium squarrosum
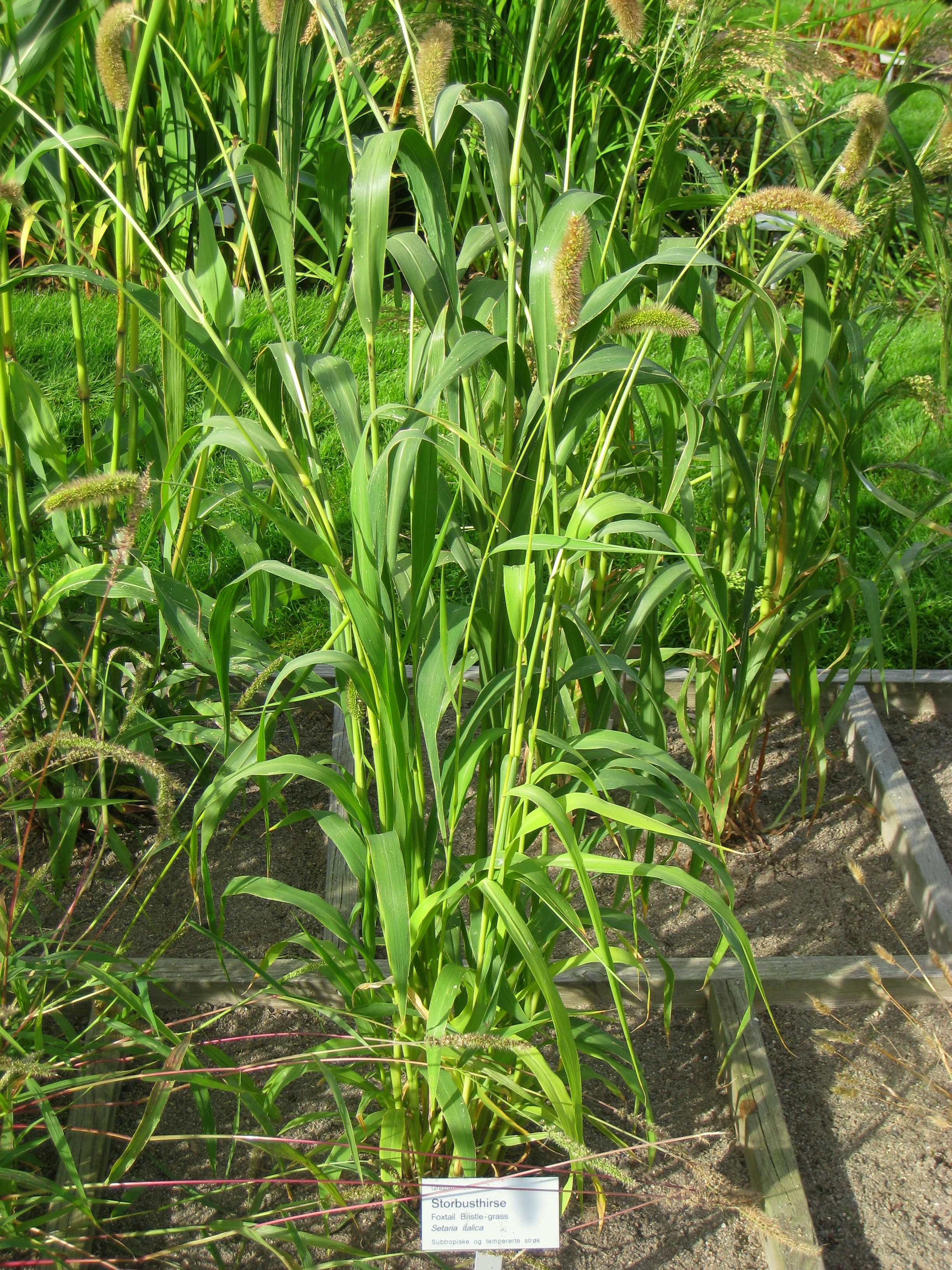
Setaria italica
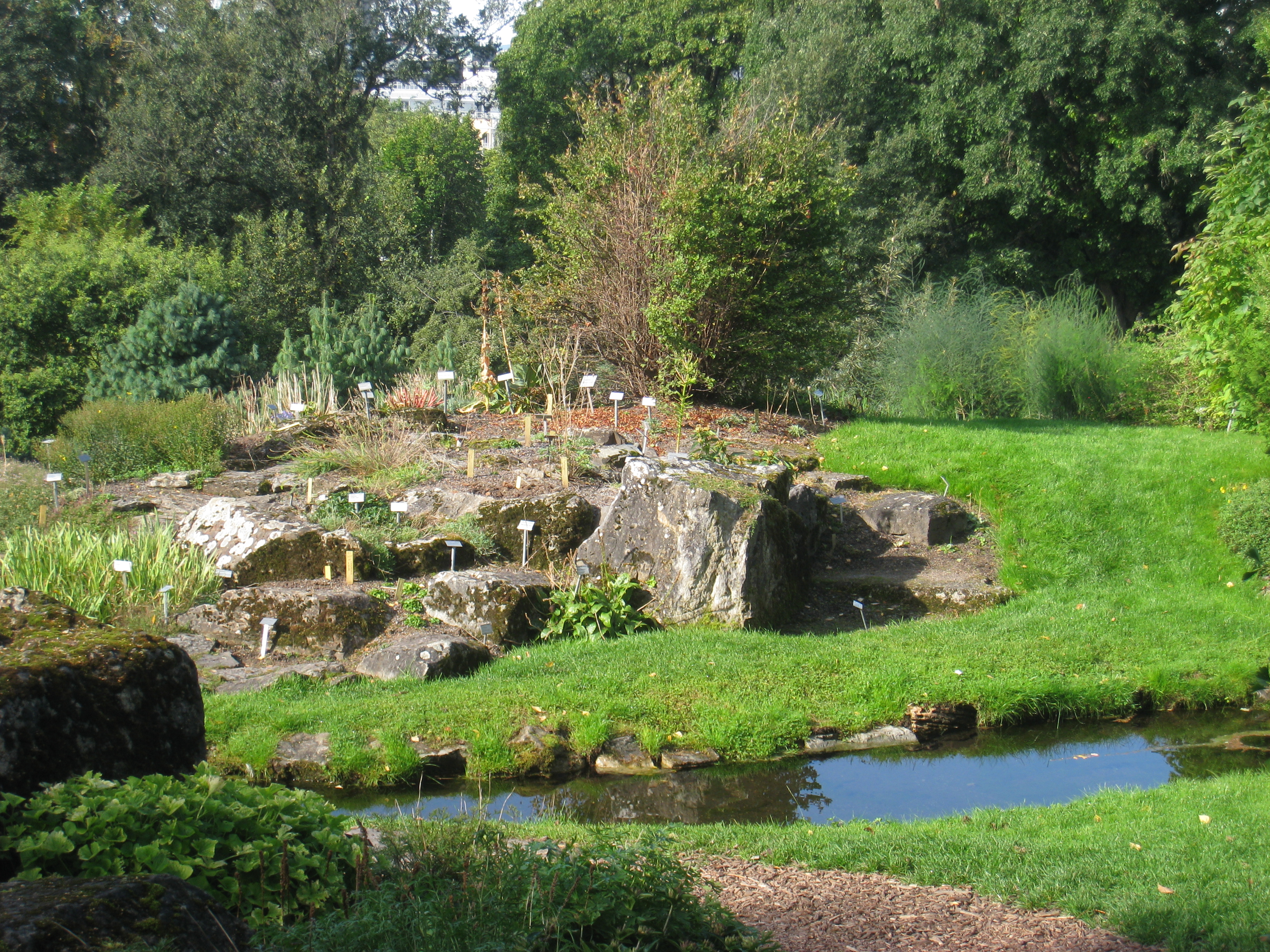
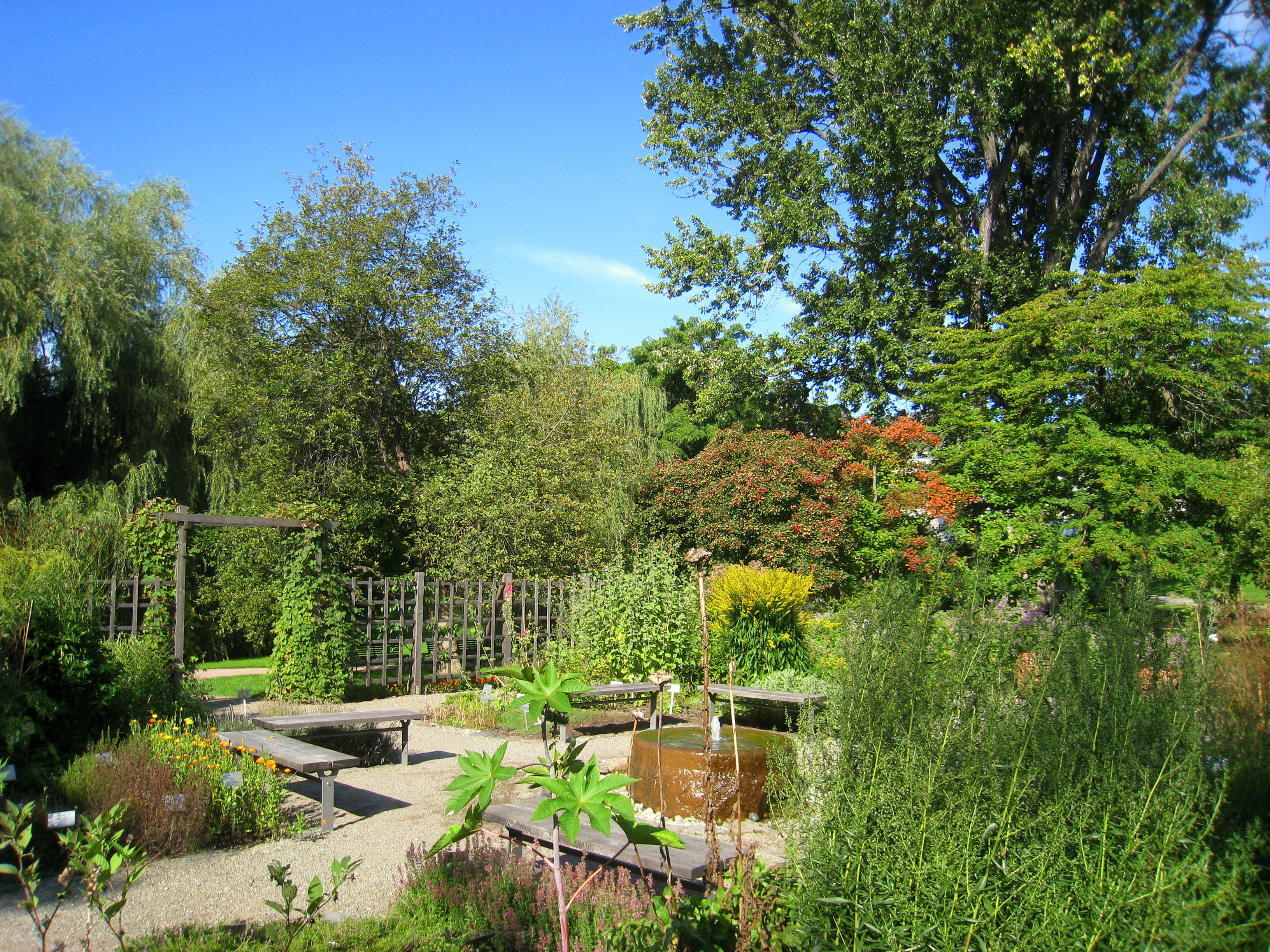
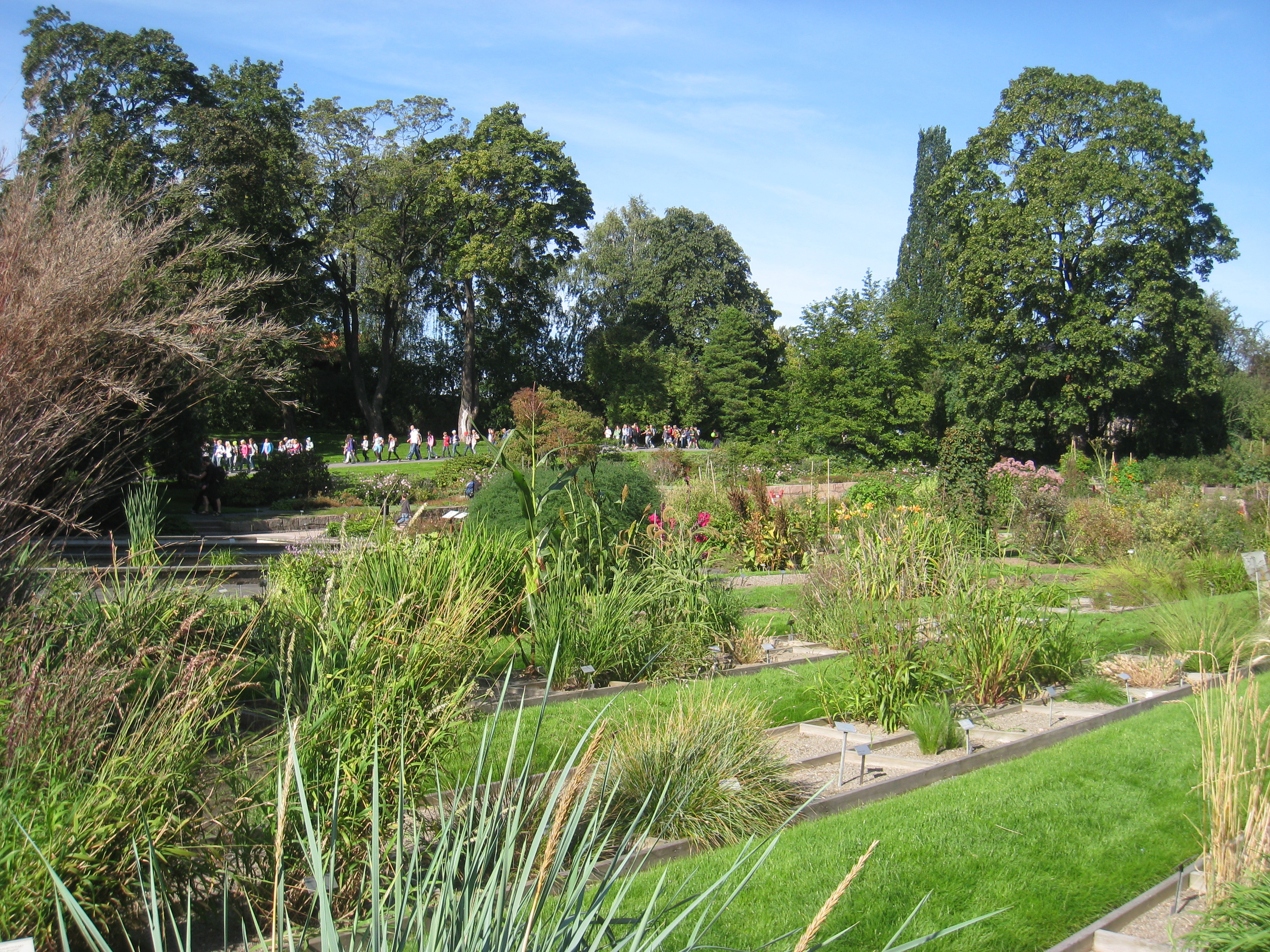
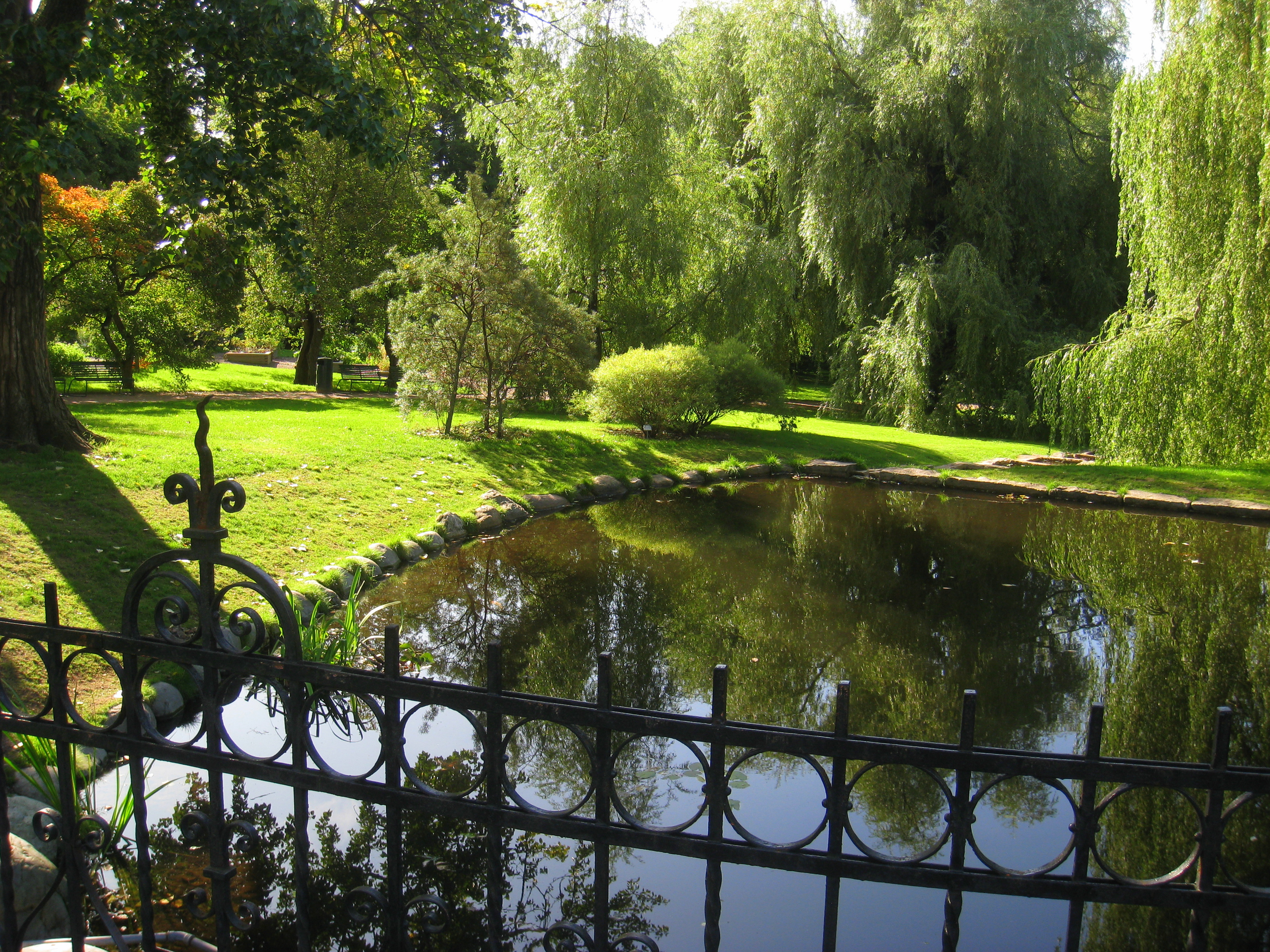
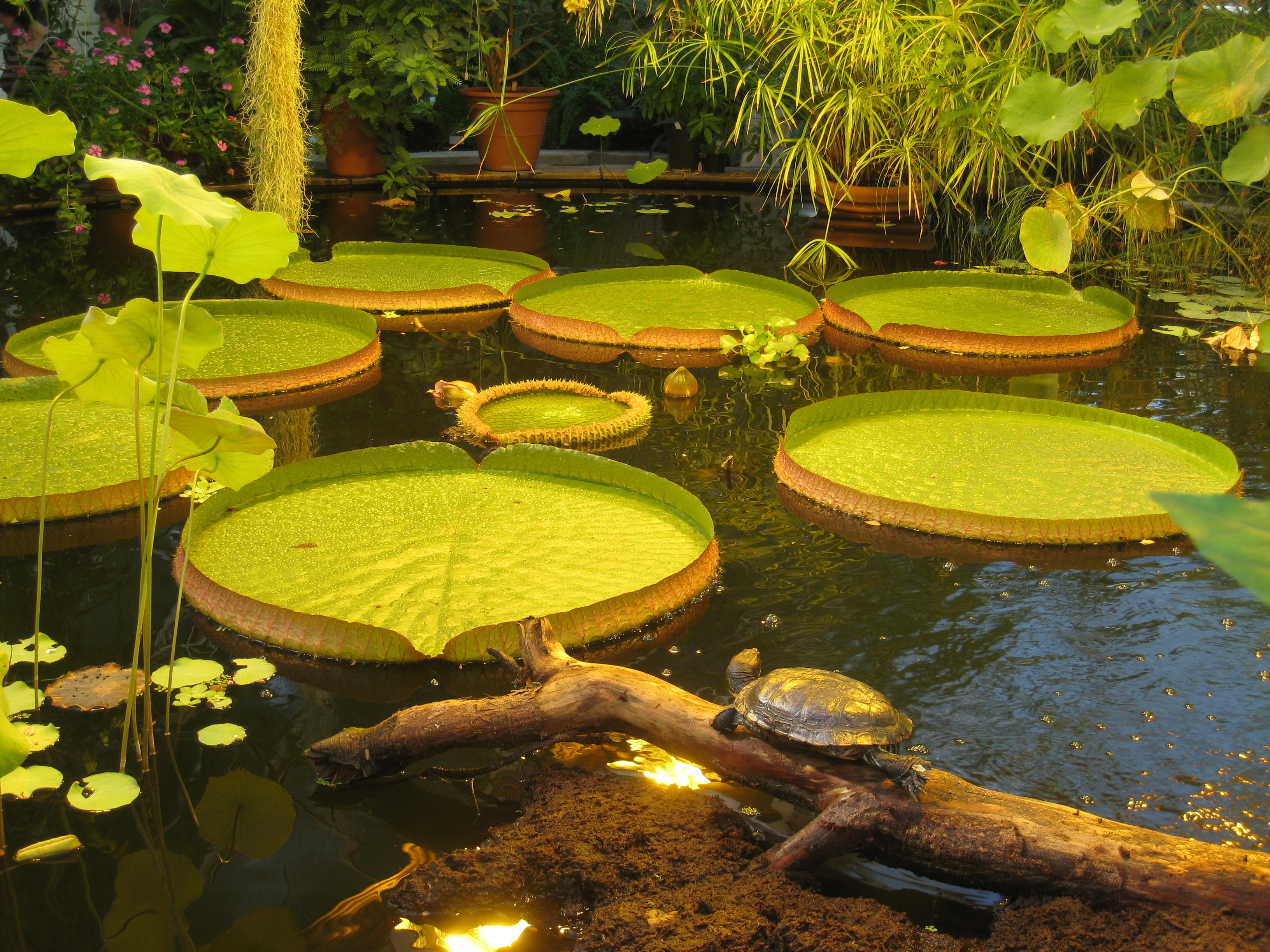
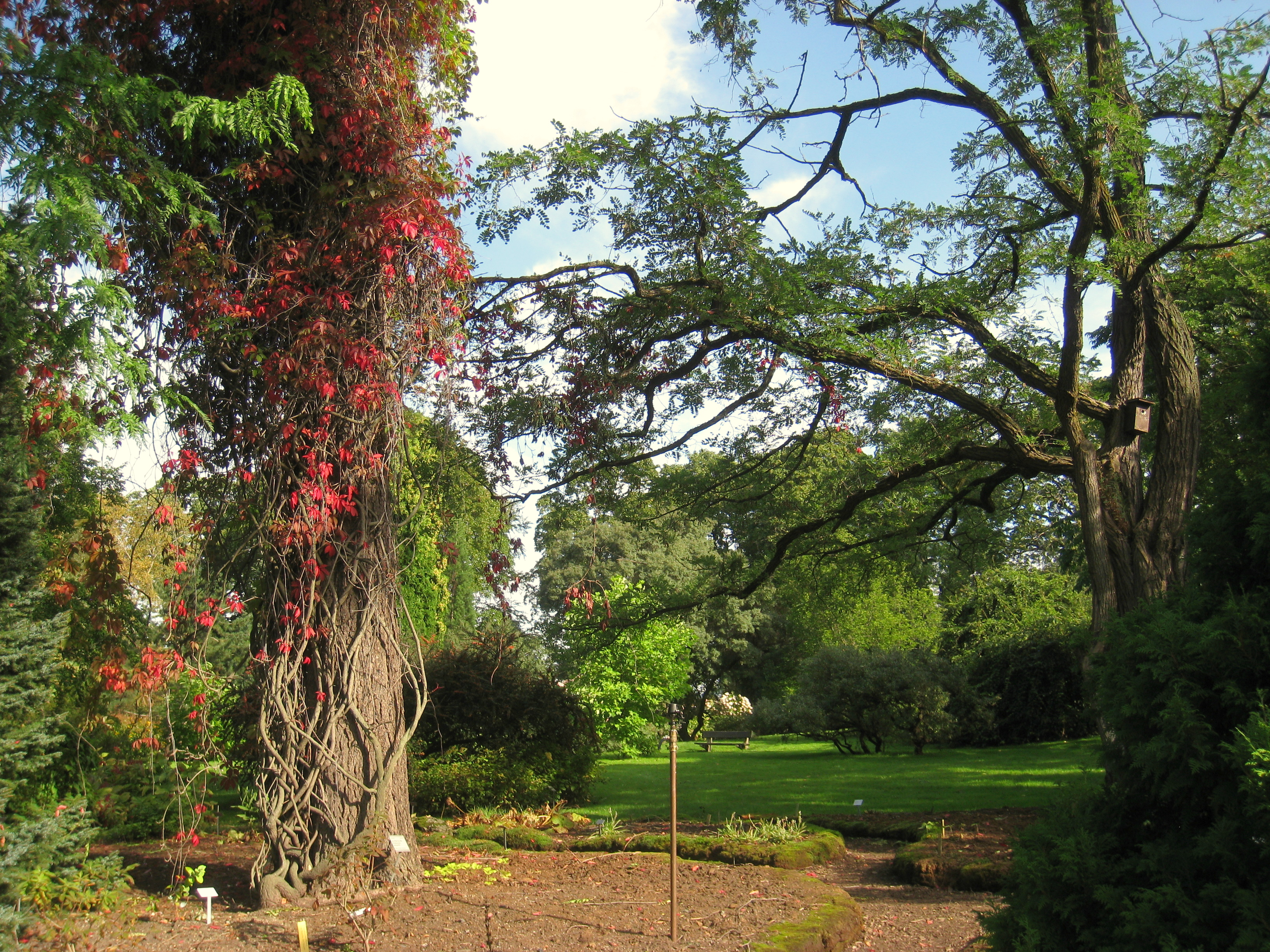
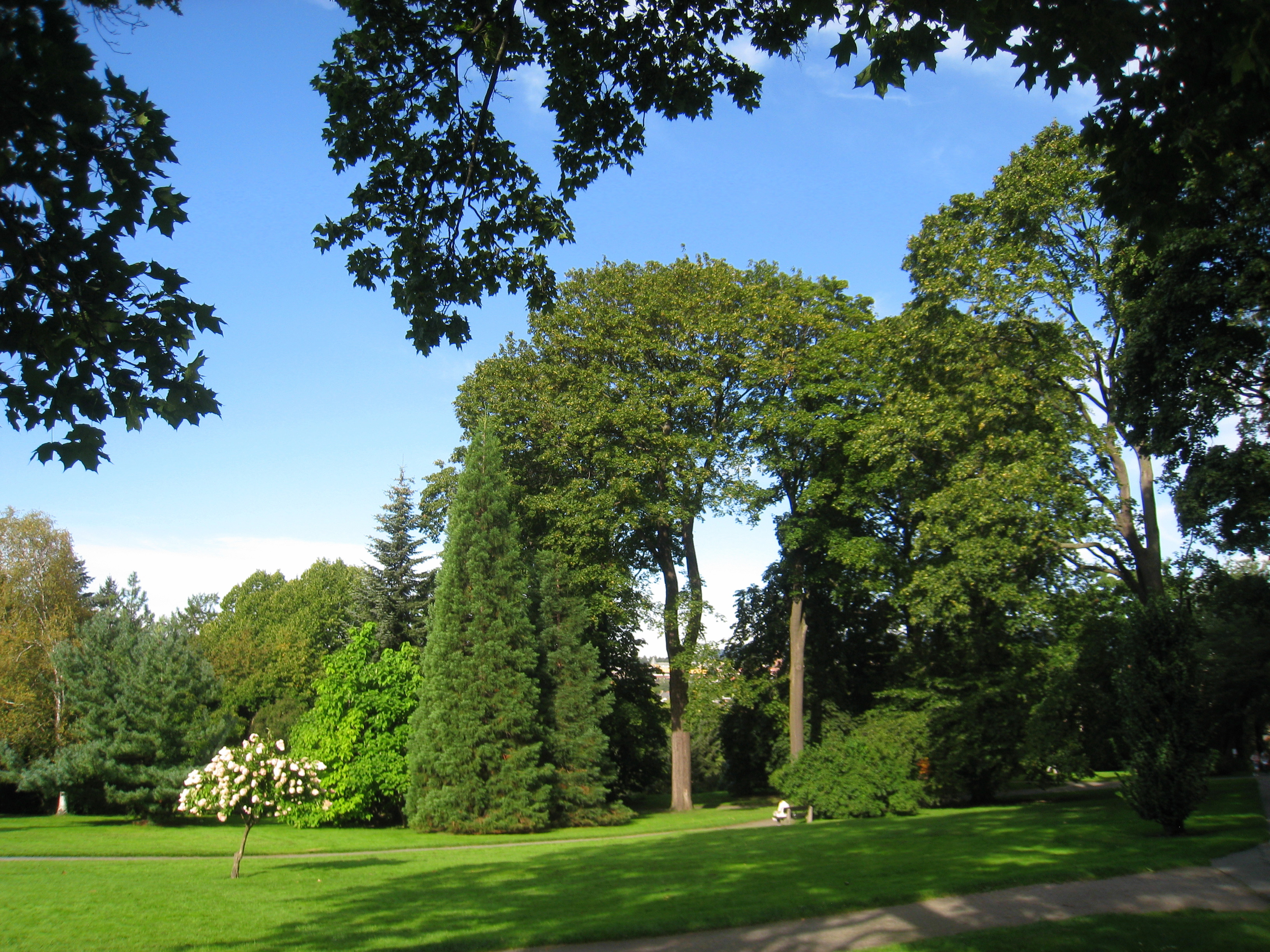
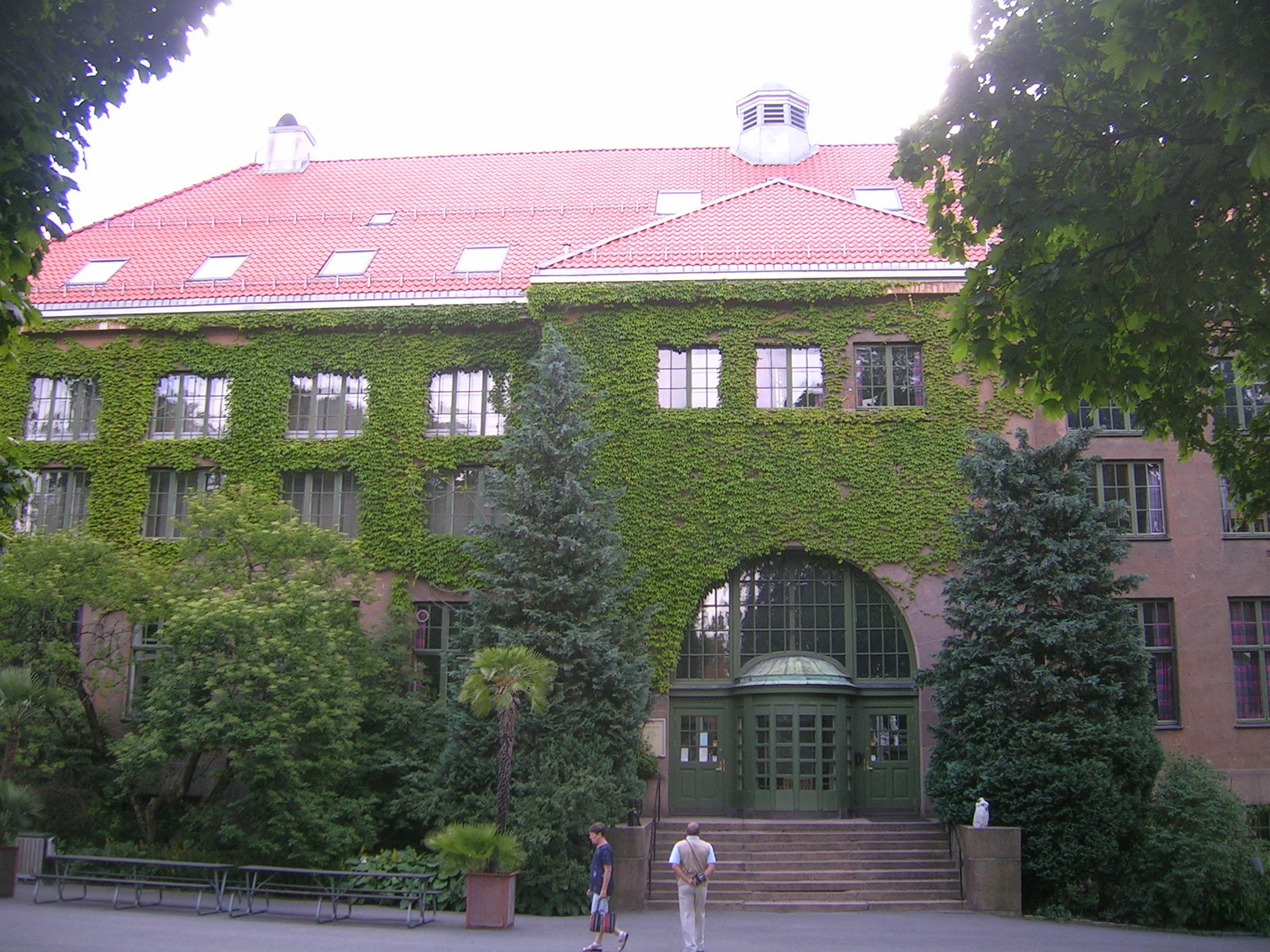
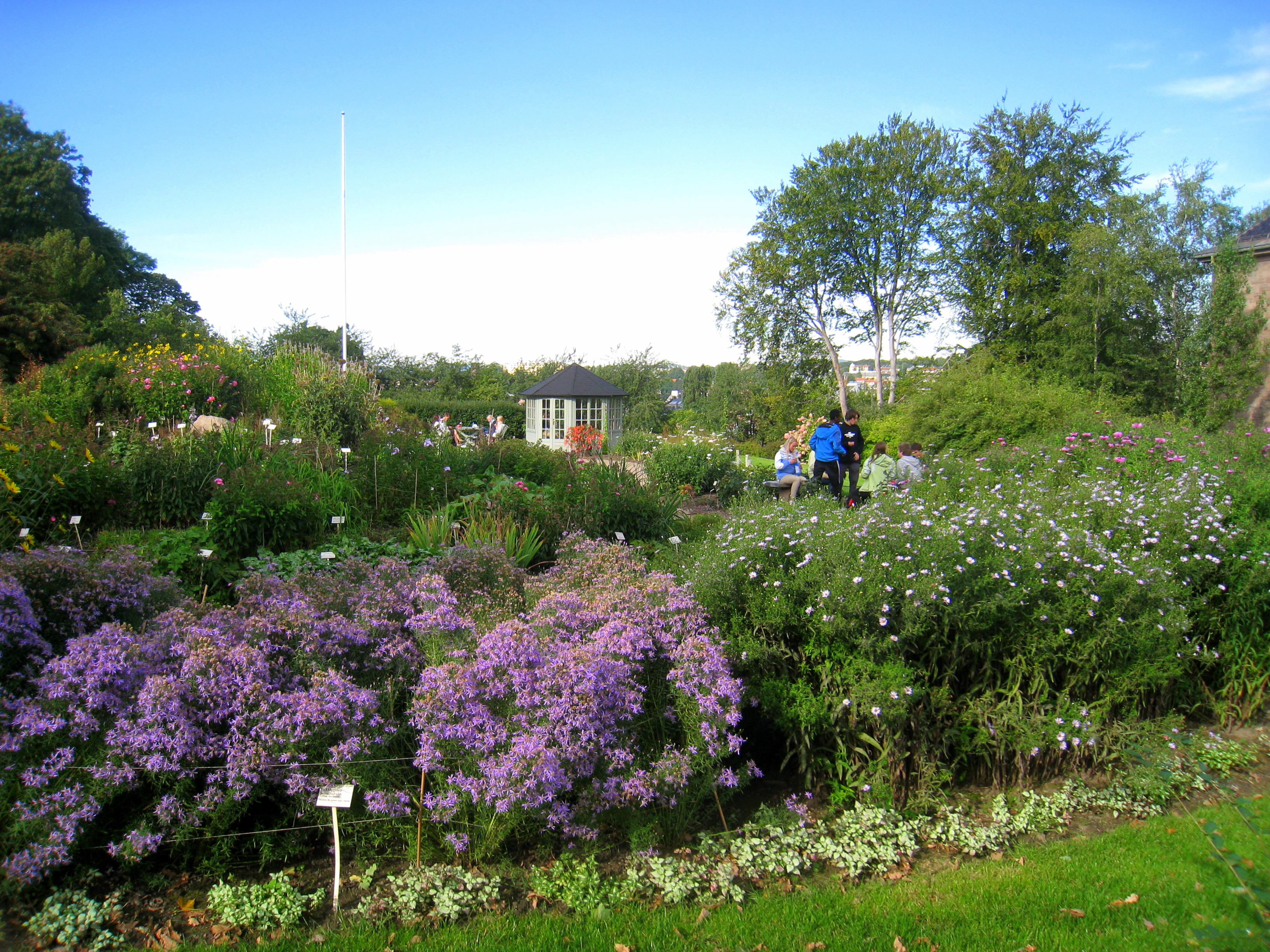